# Diclorodifluorometà
El diclorodifluorometà o freó anomenat també freó-12, R12, Arcton 6, Frigen 12, o CFC-12, és un gas incolor, no corrosiu i inflamable de fórmula molecular CCl2F2.

## Descobriment
Va ser descobert pel químic Thomas Midgley el 1930 que treballava pels laboratoris d'investigació de General Motors els Estats Units, on se li va demanar que desenvolupés un nou refrigerant que no fos tòxic ni inflamable i presentés una gran estabilitat química. Després de llargues investigacions va descobrir el CFC-12 anomenat en els seus inicis «freó» que complia tots els requisits exigits i era el primer de molts compostos d'aquesta família que després es van anar desenvolupant al llarg del segle xx.

## Preparació
Es pot preparar per reacció del tetraclorur de carboni CCl4 amb fluorur d'hidrogen en presència d'una quantitat catalítica de pentaclorur d'antimoni SbCl5:
{\displaystyle {\ce {CCl4 + 2 HF -> CCl2F2 + 2 HCl}}}
Aquesta reacció també pot produir triclorofluorometà (CCl3F), clorotrifluorometà (CClF3 i tetrafluorometà (CF4)

## Aplicacions
Va ser el carbur de clor i fluor més emprat en:
- circuits de refrigeració,
- fabricació d'escumes polimèriques,
- gas propulsor d'esprais.

A partir del compliment amb el Protocol de Montreal, la seva fabricació va ser prohibida als Estats Units, juntament amb molts altres països el 1996, a causa de la destrucció de la capa d'ozó i va ser substituït per un hidrofluorocarbur (HCFC-22), un compost sintètic.